# Isla Guarello
La isla Guarello está situada en el océano Pacífico en la zona austral de Chile, al sur del golfo de Penas. Forma parte del archipiélago Madre de Dios. Tiene importancia porque en ella se encuentra el mineral de piedra caliza que extrae la Compañía de Acero del Pacífico.
Administrativamente pertenece a la provincia de Última Esperanza de la XII Región de Magallanes y la Antártica Chilena.

## Historia
A contar de 1520, con el descubrimiento del estrecho de Magallanes, pocas regiones han sido tan exploradas como la de los canales patagónicos. En las cartas antiguas la región de la Patagonia, entre los paralelos 48° y 50° Sur, aparecía ocupada casi exclusivamente por una gran isla denominada “Campana” separada del continente por el “canal de la nación Calén”, nación que se supuso existió hasta el siglo XVIII entre los paralelos 48° y 49° de latitud sur.
Desde mediados del siglo XX esos canales son recorridos con seguridad por grandes naves de todas las naciones, gracias a los numerosos reconocimientos y trabajos hidrográficos efectuados en esas peligrosas costas.

## Aspecto de las costas
Son una sucesión de tierras altas y barrancosas con numerosas cumbres y promontorios muy parecidos entre sí. Sus cabos y puntas terminan en forma abrupta. Lo anterior, unido al silencio y soledad del entorno hacen de estas islas y canales una de las regiones más bellas del planeta. 
Las costas son acantiladas y sus canales, en general son limpios y abiertos, donde hay escollos estos están invariablemente marcados por sargazos. En su costa norte se encuentran las instalaciones para que atraquen las naves que embarcan el mineral de piedra caliza extraído.
Existen alturas bastante notables que sirven para reconocer la entrada a los diferentes senos, canales o bahías. Estas están claramente indicadas en las respectivas cartas y derroteros de la región. 

## Geología
Todo el archipiélago patagónico data de la época terciaria; es producto de la misma causa geológica que hizo aparecer primero la cordillera de la Costa y luego la de los Andes. En la edad glacial, tomó su aspecto actual siendo la continuación hacia el sur de la cordillera de la Costa.
En el pasado se produjo un hundimiento del territorio provocado por el encuentro, frente a la península de Taitao, de tres placas tectónicas: la de Nazca y la Antártica, que se mueven hacia el este, y la Sudamericana, que se desplaza hacia el oeste. Esto produjo un notorio hundimiento del borde de la placa Sudamericana. Los suelos bajaron su nivel, fragmentándose y en los que penetró el mar en las partes hundidas surgiendo gran cantidad de islas. Además, la intensa actividad glaciar esculpió profundos valles, que luego del hundimiento originaron los numerosos fiordos existentes en las orillas de los canales.

## Clima
La región es afectada continuamente por vientos del oeste y por el paso frecuente de sistemas frontales. Estos sistemas frontales se generan en la latitud 60° S, zona en la que confluyen masas de aire subtropical y masas de aire polar creando un cinturón de bajas presiones que forma los sistemas frontales.
Esta área tiene un clima especialmente problemático de clasificar, pues, en cuanto a factores térmicos, se clasificaría como ET (Clima de tundra) debido a que la temperatura media no excede en ningún mes del año el umbral de 10 °C; no obstante, este clima se caracteriza por recibir escasas precipitaciones y también por tener inviernos extremadamente fríos, características que no se corresponden con el clima de la Isla Guarello. En este punto de la zona austral se registran las máximas cantidades de precipitaciones del territorio chileno. En isla Guarello las precipitaciones promedian 7446 mm anuales, y se han registrado hasta 10 000 mm anuales. Tales cifras bien podrían atribuirle a esta isla la categoría del lugar -frío- más lluvioso de la tierra; es decir, excluyendo a los lugares lluviosos cálidos como las selvas ecuatoriales o zonas de monzón. 
La nubosidad atmosférica es alta, los días despejados son escasos. La amplitud térmica anual es reducida (alrededor de 6 °C), la oscilación térmica diaria es bajísima (de 2 °C a 3 °C aproximadamente), con una temperatura media de 5 °C a 6 °C. Precipita durante todo el año, superando los 300 días de precipitación anuales. 
Existen solo dos estaciones: verano e invierno. El verano comienza en septiembre y los vientos empiezan a rondar del NW al SW. Los días comienza a ser más largos y en octubre puede haber algunos días despejados. En los meses de diciembre, enero y febrero los vientos ya soplan casi exclusivamente del SW con gran intensidad.
Las lluvias se presentan bajo la forma de fuertes y copiosos chubascos. Los mayores montos de precipitaciones se reciben en momentos cercanos a los equinoccios de otoño y primavera. En mayo se observan bravezas de mar que traen mucha marejada. La caída de precipitación en estado sólido es un fenómeno probable la mayor parte del año, excluyendo a enero y febrero. Las nevazones a veces son tan espesas que la visibilidad se ve reducida a no más de 100 metros. El viento ha rondado al NW. Los meses de junio y julio se consideran los meses de peor clima. 
| Parámetros climáticos promedio de Isla Guarello (360 m.s.n.m) | Parámetros climáticos promedio de Isla Guarello (360 m.s.n.m) | Parámetros climáticos promedio de Isla Guarello (360 m.s.n.m) | Parámetros climáticos promedio de Isla Guarello (360 m.s.n.m) | Parámetros climáticos promedio de Isla Guarello (360 m.s.n.m) | Parámetros climáticos promedio de Isla Guarello (360 m.s.n.m) | Parámetros climáticos promedio de Isla Guarello (360 m.s.n.m) | Parámetros climáticos promedio de Isla Guarello (360 m.s.n.m) | Parámetros climáticos promedio de Isla Guarello (360 m.s.n.m) | Parámetros climáticos promedio de Isla Guarello (360 m.s.n.m) | Parámetros climáticos promedio de Isla Guarello (360 m.s.n.m) | Parámetros climáticos promedio de Isla Guarello (360 m.s.n.m) | Parámetros climáticos promedio de Isla Guarello (360 m.s.n.m) | Parámetros climáticos promedio de Isla Guarello (360 m.s.n.m) |
| Mes                                                           | Ene.                                                          | Feb.                                                          | Mar.                                                          | Abr.                                                          | May.                                                          | Jun.                                                          | Jul.                                                          | Ago.                                                          | Sep.                                                          | Oct.                                                          | Nov.                                                          | Dic.                                                          | Anual                                                         |
| ------------------------------------------------------------- | ------------------------------------------------------------- | ------------------------------------------------------------- | ------------------------------------------------------------- | ------------------------------------------------------------- | ------------------------------------------------------------- | ------------------------------------------------------------- | ------------------------------------------------------------- | ------------------------------------------------------------- | ------------------------------------------------------------- | ------------------------------------------------------------- | ------------------------------------------------------------- | ------------------------------------------------------------- | ------------------------------------------------------------- |
| Temp. máx. abs. (°C)                                          | 16                                                            | 17                                                            | 14                                                            | 11                                                            | 11                                                            | 11                                                            | 8                                                             | 7                                                             | 10                                                            | 13                                                            | 14                                                            | 14                                                            | 17                                                            |
| Temp. máx. media (°C)                                         | 9.6                                                           | 9.9                                                           | 8.5                                                           | 7.5                                                           | 6.3                                                           | 5.0                                                           | 3.9                                                           | 4.4                                                           | 4.8                                                           | 5.9                                                           | 7.3                                                           | 8.6                                                           | 6.8                                                           |
| Temp. media (°C)                                              | 8.2                                                           | 8.4                                                           | 7.1                                                           | 6.1                                                           | 5.1                                                           | 3.8                                                           | 2.6                                                           | 3.2                                                           | 3.6                                                           | 4.8                                                           | 5.9                                                           | 7.2                                                           | 5.5                                                           |
| Temp. mín. media (°C)                                         | 6.9                                                           | 6.9                                                           | 5.6                                                           | 4.8                                                           | 3.8                                                           | 2.6                                                           | 1.3                                                           | 2.0                                                           | 2.3                                                           | 3.6                                                           | 4.6                                                           | 5.7                                                           | 4.2                                                           |
| Temp. mín. abs. (°C)                                          | 4                                                             | 3                                                             | 1                                                             | 0                                                             | -3                                                            | -4                                                            | -5                                                            | -3                                                            | -3                                                            | -1                                                            | 0                                                             | 2                                                             | -5                                                            |
| Precipitación total (mm)                                      | 473.7                                                         | 487.1                                                         | 579.2                                                         | 411.4                                                         | 349.3                                                         | 368.0                                                         | 421.4                                                         | 408.2                                                         | 428.6                                                         | 541.3                                                         | 434.9                                                         | 389.2                                                         | 5292.2                                                        |
| Nevadas (cm)                                                  | 0                                                             | 0                                                             | 2.8                                                           | 2.3                                                           | 14.9                                                          | 10.8                                                          | 70.1                                                          | 47.6                                                          | 26.5                                                          | 11.2                                                          | 3.5                                                           | 2.5                                                           | 192.2                                                         |
| Días de precipitaciones (≥ 1 mm)                              | 27.9                                                          | 25.0                                                          | 29.1                                                          | 24.8                                                          | 24.7                                                          | 24.4                                                          | 24.2                                                          | 25.8                                                          | 26.0                                                          | 28.0                                                          | 27.5                                                          | 25.9                                                          | 313.3                                                         |
| Días de nevadas (≥ 1 mm)                                      | 0                                                             | 0                                                             | 1.0                                                           | 1.6                                                           | 4.5                                                           | 6.1                                                           | 12.8                                                          | 8.2                                                           | 10.1                                                          | 4.7                                                           | 1.3                                                           | 0.3                                                           | 50.6                                                          |
| Fuente: YR Weather Forecast (2020-2024)                       |                                                               |                                                               |                                                               |                                                               |                                                               |                                                               |                                                               |                                                               |                                                               |                                                               |                                                               |                                                               |                                                               |

## Vientos
En la mayoría de los senos, esteros y canales las tierras altas hacen cambiar la dirección del viento verdadero. El viento tiende a soplar a lo largo de los canales, siguiendo su dirección y hacia abajo en los valles.
En los puertos y fondeaderos que se encuentran a sotavento de las tierras altas, cuando los chubascos que soplan por lo alto encuentran quebradas o valles, bajan por ellos en forma repentina y violenta, a estos chubascos se les conoce como “williwaws”.
El viento dominante en toda la zona según el mes es: enero del NW – febrero del W – marzo y abril del W – mayo ronda al S – junio cambia al SW – julio y agosto entre el W al SW – septiembre del E y del N – octubre del W – noviembre del W al NW y en diciembre del WNW.

## Producción

### Producción forestal
En las laderas y hondonadas de los cerros crece un bosque tupido que se afirma en los intersticios de las rocas, los árboles se entrelazan unos con otros. Normalmente no se desarrollan sobre los 50 metros sobre el nivel del mar, pero donde está resguardado del viento dominante sube hasta los 200 y 300 metros sobre dicho nivel. Sobre la roca desnuda se observa una formación esponjosa sobre la cual crecen líquenes y musgos desde los cuales surge el agua a la menor presión que se ejerza sobre su superficie. Algunos árboles son el coigüe de Magallanes, el tepú y el canelo.

### Producción minera
Solo se han encontrado minerales de piedra caliza en la isla Guarello el que era extraído y embarcado por la Compañía de Acero del Pacífico, actualmente REPORT,  y de mármol en la isla Diego de Almagro.

### Producción ganadera
No hay producción ganadera. El seno Última Esperanza por la buena calidad de sus pastos es la única parte de esta región donde se ha desarrollado con excelente resultado la crianza de ganado ovejuno, lo que ha originado industrias de carnes frigorizadas, graserías y exportación de lanas.

## Fauna
El reino animal es muy reducido, se pueden encontrar algunos roedores. Hay lobos y nutrias. Entre las aves terrestres y acuáticas podemos encontrar el martín pescador, el tordo, el zorzal, el cisne, el pato, el pingüino, el canquén, la gaviota y el quetro o pato a vapor. Entre los peces se encuentran el róbalo, el pejerrey, el blanquillo y la vieja. Entre los mariscos hay centollas, jaibas, erizos y choros.

## Ubicación
Forma parte del archipiélago Madre de Dios en 50°23′S 75°20′O / -50.383, -75.333

## Geografía
Esta pequeña isla tiene 3,2 millas en dirección SW-NE por un ancho medio de 1,8 millas. Sus límites son:
- al norte: por la bahía Corbeta Papudo
- al este por las aguas del seno Contreras
- al sur por los estrechos canalizos que la separan de las islas Kay, Cerda y Ángel
- al oeste por el seno Eleuterio que la separa de la isla Tarlton.